# Invita Minerva
La locuzione latina Invita Minerva, tradotta letteralmente, significa contro la volontà di Minerva. (Orazio, Ars poet., 385).
Essendo Minerva la dea della Sapienza, scrivere "invita Minerva" significa mancar d'estro, d'ispirazione. In senso più lato si dice di tutti quelli che si dedicano a studi o ad arti per le quali non hanno disposizioni naturali.